# Kinosaki
Kinosaki (城崎町?, Kinosaki-chō) è un'antica cittadina del Giappone situata nella prefettura di Hyōgo, a sud di Honshū, che è diventata parte della città di Toyooka nel 2005 assieme agli altri comuni di Takeno, Izushi, Hidaka, Toyooka e Tantō, e non sono più comuni indipendenti.

## Storia
Si dice che le sorgenti termali di Kinosaki furono scoperte tra il 629 e il 641, mentre una cicogna fu vista guarire le sue ferite nelle calde acque di Kō no yu. L'altra leggenda dice che questi onsen furono scoperti da un prete buddista di nome Dôchi Shônin. Egli avrebbe ricevuto la visione di un Dio e dopo aver pregato incessantemente per 1.000 giorni, sarebbe sorto uno zampillo dal suolo. In passato, i visitatori con problemi di salute andavano al Kinosaki onsen per il trattamento. Ma prima dovevano andare al tempio Onsenji e pregare per Dôshi Shônin. Quindi, ricevettero uno yushaku (mestolo che consentiva la purificazione che rappresentava le sacre mani di Dôchi Sônin) e appresero le regole del bagno, prima di poter andare nelle sorgenti calde.
Ufficialmente, sappiamo che la storia dei suoi onsen risale a più di 1.300 anni. Nel corso dei secoli, la città è stata apprezzata da molti poeti e scrittori. Tra questi, il grande scrittore Naoya Shiga che scrisse un romanzo sulla sua permanenza a Kinosaki nel 1913, aumentando ulteriormente la popolarità della città.

## Società

### Gastronomia
Il Matsuba gani (o "granchio delle nevi") è il piatto invernale più gustoso di Kinosaki. È un granchio di qualità, che fa comprendere il suo alto prezzo. Il tajima gyû (manzo di Tajima) è una carne di alta qualità, con carne tenera e marmorizzata. La carne di Kobe proviene dalla regione di Tajima, dove si trova la città di Kinosaki. È quindi possibile mangiare carne di manzo Tajima a Kinosaki, grigliata, in salsa, in una ciotola di riso, come bistecca in un hamburger o anche in nikuman.

## Economia

### Turismo
Kinosaki è meglio conosciuta per i suoi numerosi onsen. Ci sono sette bagni pubblici:
- Sato no yu, il più vicino alla stazione
- Jizō yu, la forma dell'edificio ricorda una lanterna giapponese
- Yanagi yu, un bagno al coperto con cipressi[4]
- Ichi no yu, la sua facciata ricorda un teatro kabuki[5]
- Gosho no yu, con una grande vetrata e cascate esterne
- Mandara yu, legato alla leggenda di Dōchi Shonin
- Kō no yu, un bagno all'aperto, legato alla leggenda delle cicogne orientali[6]

La maggior parte dei bagni pubblici rimane aperta fino alle 23 e alcuni negozi sono aperti fino alle 22, il che consente alla città di mantenere un'atmosfera vivace fino a tarda sera. La sua particolarità è anche quella di poter passeggiare indossando un kimono di cotone leggero yukata e godersi le sorgenti calde. La città di Kinosaki accoglie i viaggiatori, fedele al suo principio secondo cui "l'intera città è una locanda la cui stazione è l'ingresso, il ryokan le stanze, il onsen i bagni e le strade i corridoi".

## Infrastrutture e trasporti
Due stazioni sono incluse nel perimetro di Kinosaki, Kinosaki Onsen e Genbudō, entrambe situate sulla linea San.in della compagnia JR West. Kinosaki è collegata da treni Limited Express a Kyoto e Osaka . Dalla stazione di Osaka, Kyoto o Kōbe, ci vogliono circa 2 ore e 30 min di corsa, mentre dalla stazione di Himeji, 1 ora e 40 è sufficiente. Le linee che vanno a Kinosaki fanno parte della compagnia JR, quindi è possibile utilizzare il pass JR per arrivarci.

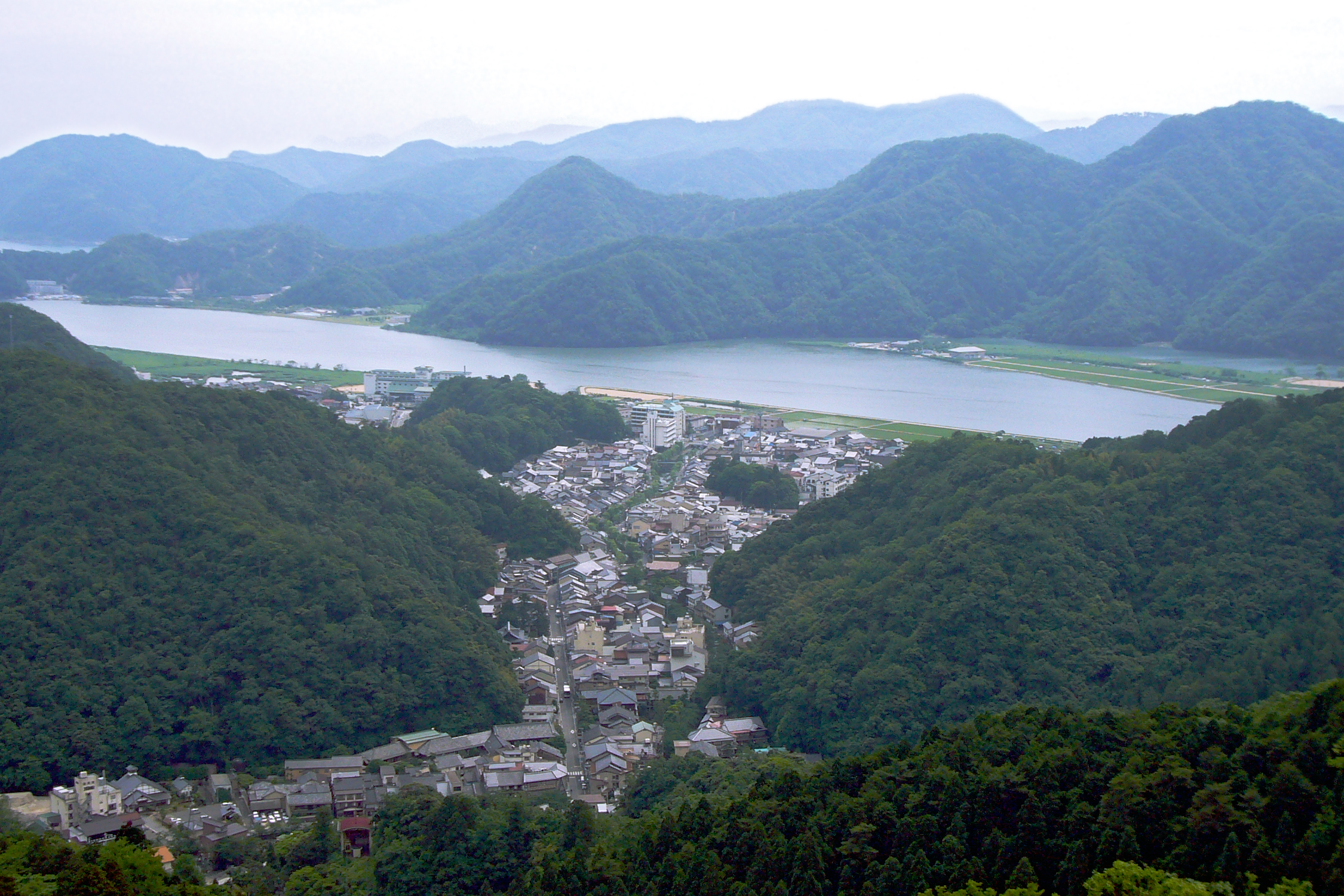
Vista della città dal monte Daishi
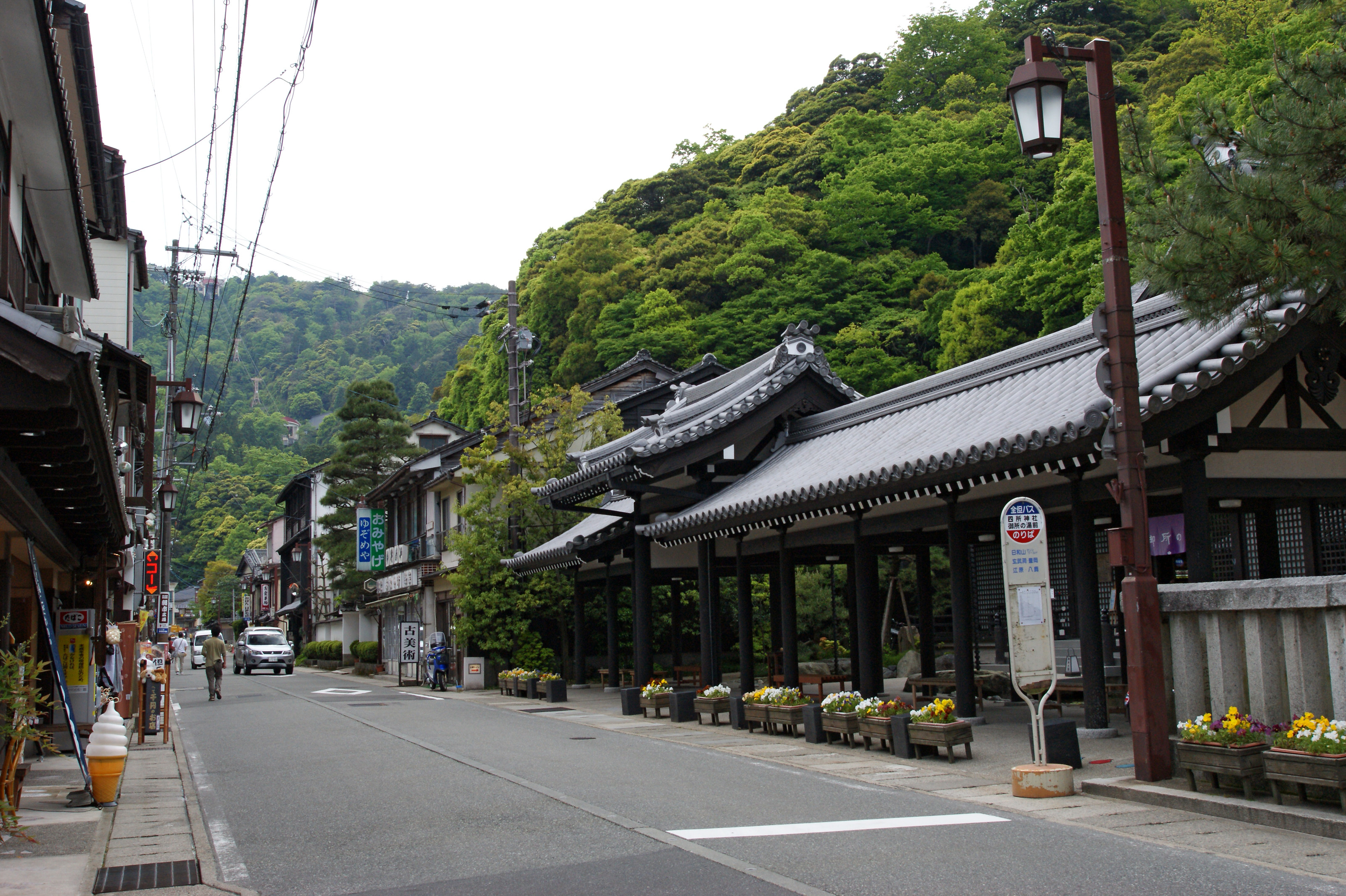
Yunosato Street
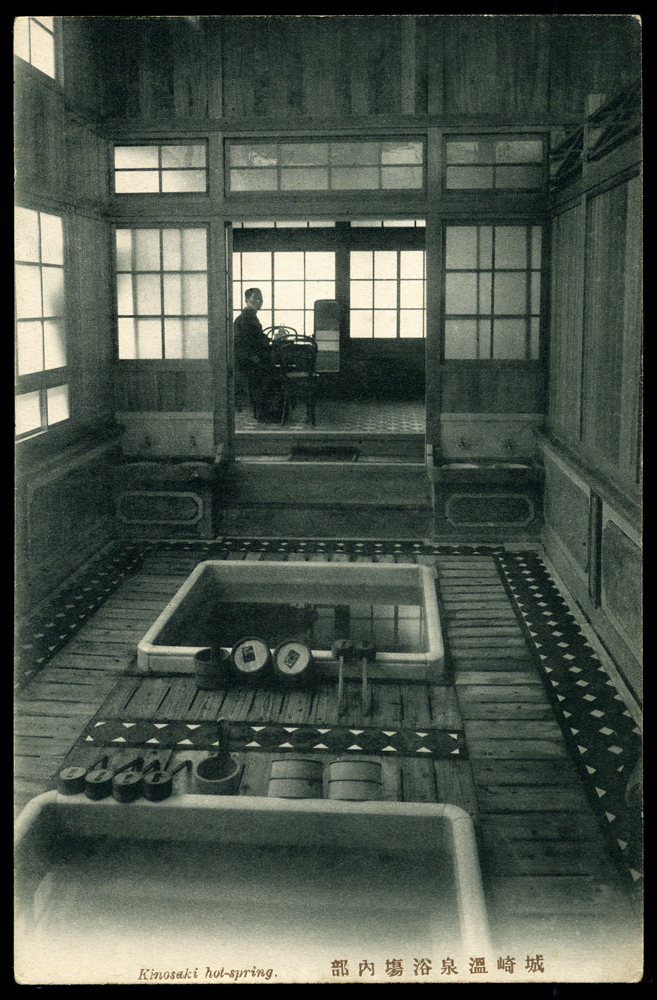
Kinosaki Hot Springs, 1910